# هراکلیتوس (دهانه)
هراکلیتوس یک دهانه برخوردی در ماه‌ است.

## دهانه‌های اقماری
این دهانه ۵ دهانه اقماری دارد.
| Heraclitus | عرض جغرافیایی | طول جغرافیایی | قطر          |
| ---------- | ------------- | ------------- | ------------ |
| A          | ۴۹.۳° S       | ۴.۷° E        | ۶.۰ کیلومتر  |
| C          | ۴۸.۸° S       | ۶.۳° E        | ۷.۰ کیلومتر  |
| K          | ۴۹.۵° S       | ۳.۵° E        | ۱۷.۰ کیلومتر |
| E          | ۴۹.۷° S       | ۶.۷° E        | ۷.۰ کیلومتر  |
| D          | ۵۰.۴° S       | ۵.۲° E        | ۵۲.۰ کیلومتر |